# Wilmington Island
Wilmington Island is een plaats (census-designated place) in de Amerikaanse staat Georgia, en valt bestuurlijk gezien onder Chatham County.

## Demografie
Bij de volkstelling in 2000 werd het aantal inwoners vastgesteld op 14.213.

## Geografie
Volgens het United States Census Bureau beslaat de plaats een oppervlakte van
24,5 km², waarvan 21,9 km² land en 2,6 km² water.

## Plaatsen in de nabije omgeving
De onderstaande figuur toont nabijgelegen plaatsen in een straal van 16 km rond Wilmington Island.